# Fortune Feimster
Pour les articles homonymes, voir Fortune et Feimster.
Fortune Feimster, née le 1er juillet 1980 en Caroline du Nord, est une actrice et humoriste américaine.

## Biographie

### Vie privée
Fortune Feimster fait son coming out en tant que lesbienne en 2005, à l'âge de vingt-cinq ans.

## Filmographie

### Comme actrice

#### Cinéma

##### Longs métrages
- 2013 : The Secret Lives of Dorks : Janitor
- 2015 : Life in Color : Zoe
- 2016 : Office Christmas Party : Lonny
- 2018 : Social Animals : Sarah-Beth
- 2018 : Father of the Year : la professeure
- 2018 : The Happytime Murders : Robin
- 2019 : Deported : Tammy
- 2019 : Friendsgiving : la fée mère lesbienne
- 2021 : Yes Day de Miguel Arteta
- 2022 : Sex appeal : Mama Suze
- 2023 : Family Switch de McG : la coach Kim

##### Courts métrages
- 2009 : INST MSGS (Instant Messages)
- 2010 : Iron Man 2 Table Read : Scarlett Johansson
- 2014 : Cincinnati Loves Fortune
- 2014 : No Toddlerance
- 2015 : Beauty and the Beat Boots : Leslie
- 2015 : Decision Election 2016 All-Star Clusterfuck : Donald Trump
- 2016 : Bitch Perfect : Fat Jamie

#### Télévision

##### Séries télévisées
- 2011-2016 : Butter Face : Sasha (2 épisodes)
- 2012-2013 : Chelsea Lately : elle-même / Selena Gomez / Dog Psychic / ...(17 épisodes)
- 2014 : 2 Broke Girls : Sherlock Mary
- 2014 : Idiotsitter : Grave Digger
- 2014 : Workaholics : Jo
- 2014 : Mulaney : Mary Jo (3 épisodes)
- 2015 : World's Funniest : la comédienne
- 2015 : Glee : Butch Melman
- 2015 : Hot Girl Walks By : Ruth
- 2015 : Married : la femme coquine
- 2015-2017 : The Mindy Project : Colette Kimball-Kinney (38 épisodes)
- 2016 : Go-Go Boy Interrupted : Drenise
- 2016 : Not Today Bianca : la productrice de la parade de Noël à Hollywood
- 2016-2019 : Life in Pieces : Dougie (7 épisodes)
- 2017 : Chelsea : Sarah Huckabee Sanders / Ivanka Trump (5 épisodes)
- 2017-2018 : Nobodies : Libby (2 épisodes)
- 2018 : Another Period : Garva (3 épisodes)
- 2018 : Craig of the Creek : Laura (voix)
- 2018 : Dear White People : Christine Halberg
- 2018 : Champions : Ruby McClure (10 épisodes)
- 2018 : Claws : Lauren Zorloni
- 2018 : Niko et L'épée de Lumière : Brohilda (voix)
- 2018-2019 : Summer Camp Island  : Ava (voix, 12 épisodes)
- 2019 : Historical Roasts : Princesse Diana
- 2019 : RuPaul's Drag Race : l'officier / elle-même
- 2019 : Tales of the City : Carlin
- 2019 : American Princess : Sherl
- 2019 : Bless the Harts : Brenda (voix, 13 épisodes)
- 2019 : The L Word: Generation Q : Heather
- 2023 : FUBAR : Roo

##### Téléfilms
- 2011 : Let's Do This! : Craft Services Gal
- 2011 : The Dinah Girls : elle-même
- 2014 : Cabot College : Becca
- 2015 : Family Fortune : Fortune

### Comme scénariste
- 2013 : Funny as Hell (série télévisée) (1 épisode)
- 2011-2014 : Chelsea Lately (en) (série télévisée) (588 épisodes)
- 2014 : This Is Not Happening (série télévisée) (1 épisode)
- 2014 : No Toddlerance (court métrage)
- 2015 : Hot Girl Walks By (série télévisée) (1 épisode)
- 2015 : Family Fortune (téléfilm)
- 2017 : The Standups (série télévisée) (1 épisode)

### Comme productrice
- 2015 : Family Fortune (téléfilm)
- 2017 : The Standups (série télévisée) (1 épisode)